# دودج (زرقان)
دودج، روستایی از توابع بخش مرکزی شهرستان زرقان در استان فارس ایران است.

## جمعیت
این روستا در دهستان زرقان قرار دارد و براساس سرشماری مرکز آمار ایران در سال ۱۳۸۵، جمعیت آن ۲٬۷۷۴ نفر (۷۱۷خانوار) بوده‌است.